# カラオーラの塔

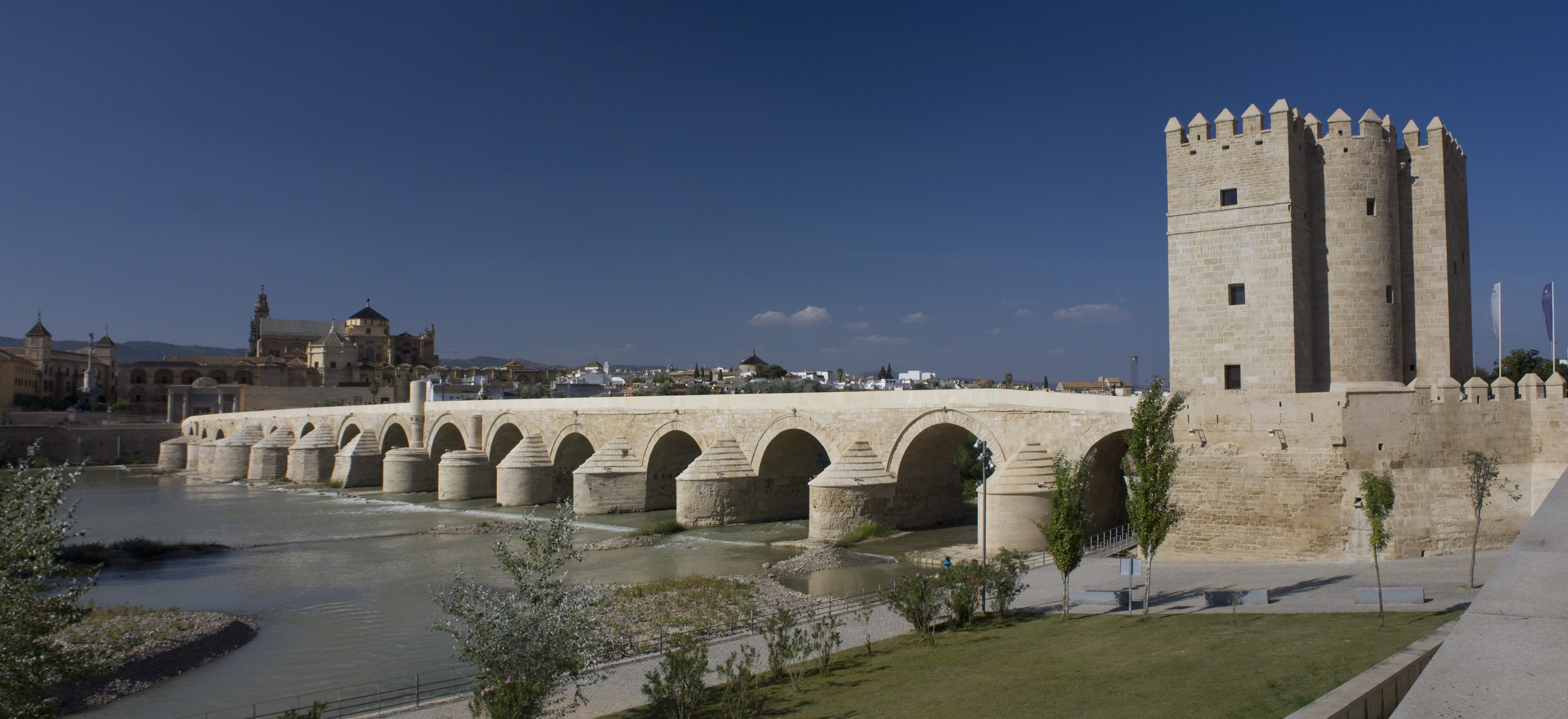
ローマ橋から見たカラオーラの塔

カラオーラの塔（西:Torre de la Calahorra）は、スペイン、コルドバ県コルドバにあるイスラム時代に建造された、砦としての機能を持つ門である。

## 歴史
この塔は12世紀末、ムワッヒド朝によって、ローマ橋を守るためにグアダルキビール川の左岸に建てられた。この塔はかつて二つの塔とその間にかかるアーチ状の門を有した。
その後、1369年にカスティーリャ王エンリケ2世によってキリスト教徒の手に渡った。三つ目の塔が現存する塔に加えられ、二つの円柱状の塔が両者を繋ぐように設置された。
1931年には国家の歴史的建造物に指定された。
座標: 北緯37度52分32秒 西経4度46分36秒 / 北緯37.87556度 西経4.77667度